# Бугаца
Буга́ца — поширений у Північній  Греції листковий пиріг з начинкою із  заварного крему або сиру, рідше — м'ясного фаршу чи шпинату. Особливого поширення отримала в  Салоніках і Серресі.
Принципом приготування бугаца схожа на австрійський струдель. Однак рецепт Бугаца виник завдяки турецькому впливу: прототип Бугаца — турецький пиріг погача з йогуртом або сиром (у турків запозичено із злегка зміненою назвою), проте греки кладуть в Бугаца більше начинки. У Південній Греції подобою Бугаца є пиріг тіропіта, який, проте ж, робиться з іншого виду тіста.
У червні 2008 року в Серресі відбувся Перший фестиваль Бугаца; на червень 2009 року запланований Другий. Спечена на Першому фестивалі гігантська бугаца вагою 182 кілограми занесена до Книги рекордів Гіннеса.